# Championnat de Belgique de football de deuxième division 1964-1965
Navigation
saison précédente saison suivante
Le Championnat de Belgique de football de Division 2 1964-1965 est la 48e édition du championnat de deuxième niveau national en Belgique. Il oppose 16 équipes, qui s'affrontent deux fois chacune en matches aller-retour. Au terme de la saison, le champion et son dauphin sont promus en Division 1, alors que les deux derniers classés sont relégués en Division 3.
Douze mois après l'Union, c'est de nouveau un club bruxellois qui enlève le titre de D2. Deux ans après avoir été constitué par fusion, le Royal Racing White gagne le droit de monter parmi l'élite. Le Club Malinois relégué la saison précédente remonte directement en devançant les promus de St-Nicolas et un trio composée de Waterschei (aussi néopromu) de l'AS Ostende et de l'Olympic.
À l'autre extrémité du tableau, Alost et Boom font la culbute en D3.
Cette saison est marquée par des événements extra-sportifs. Une affaire de corruption sème le trouble et se termine par la condamnation de l'Eendracht Alost (voir ci-dessous).

## Alost puni
Dans le courant de cette saison « 64-65 », une plainte émanant du Sporting de Charleroi débouche sur la condamnation de l'Eendracht Alost. Les faits débutent à cinq journées de la fin du championnat. Alost est à ce  moment en avant-dernière position avec un point de retard sur l'UR Namur. Lors d'un déplacement capital à Charleroi, les « Oignons » mènent au repos (0-3) au Mambourg. Mais durant la seconde période, les joueurs flandriens s'effondrent et la partie se termine sur le score de 3 partout. 
Peu après, un scandale éclate et la fédération belge entame son enquête. Comme souvent les zones nébuleuses ne manquent pas, mais la vérité de devrait pas être loin du résumé suivant : « Pendant le repos de « Charleroi-Alost », , Jean Piccinin, joueur-entraîneur du Sporting Charleroi (qui évolue comme défenseur), aurait confessé à ses équipiers avoir été « acheté ». Il aurait reçu (ou se serait vu proposer) 10.000 FB, par l'intermédiaire de Maurice Jamin (un ancien gardien de but du Sporting Charleroi passé depuis à Anderlecht). À cette époque, Jamin aurait eu grand besoin d'argent et aurait dit à Gaston Van der Elst (un ancien de l'Eendracht Alost également passé à Anderlecht) que « pour 35.000 FB, il pouvait arranger les choses ». C'est un ancien président du « matricule 90 », Jules Matthys qui aurait fourni les fonds. M. Jamin aurait confondu et dénoncé G. Van der Elst.

### Sanctions
L'URBSFA inflige une suspension de trois ans à Gaston Van der Elst. En plus, l'Eendracht Alost est condamnée à descendre d'une division. Comme le club a terminé 15e et descend en Division 3, il est renvoyé en Promotion. Jules Matthys ayant pris sa part de responsabilité devant les instances fédérales, la punition de G. Van der Elst est finalement réduite à 15 mois effectifs.

## Clubs participants
Seize clubs prennent part à cette édition, soit le même nombre que lors de la compétition précédente.
Les matricules renseignés en gras existent encore lors de la saison « 2012-2013 ».
| #  | Nom                                                    | Mat. | Ville           | Stades             | En D2 depuis    | Total en D2 | Saison précéd.     |
| -- | ------------------------------------------------------ | ---- | --------------- | ------------------ | --------------- | ----------- | ------------------ |
| 1  | Koninklijke Football Club Malinois                     | 25   | Malines         | achter de Kazerne  | 1964-1965 (1re) | 19 saisons  | Division 1 16e     |
| 2  | Koninklijke Football Club Turnhout                     | 148  | Turnhout        | Villapark          | 1964-1965 (1re) | 26 saisons  | Division 1 14e     |
| 3  | Royal Club Sportif Verviétois                          | 8    | Verviers        | stade de Bielmont  | 1961-1962 (4e)  | 25 saisons  | 10e                |
| 4  | Royal Charleroi Sporting Club                          | 22   | Charleroi       | stade du Mambourg  | 1957-1958 (8e)  | 19 saisons  | 7e                 |
| 5  | Royal Racing White                                     | 47   | Woluwe-St-L.    | Fallon             | 1947-1948 (17e) | 28 saisons  | 9e                 |
| 6  | Athletische sportvereniging Oostende Kon. Maatschappij | 53   | Ostende         | Albert Park        | 1961-1962 (4e)  | 29 saisons  | 5e                 |
| 7  | Koninklijke Boom Football Club                         | 58   | Boom            | Oscar Van Kesbeeck | 1963-1964 (2e)  | 26 saisons  | 4e                 |
| 8  | Koninklijke Sportclub Eendracht Aalst                  | 90   | Alost           | Pierre Cornelis    | 1962-1963 (3e)  | 13 saisons  | 8e                 |
| 9  | Koninklijke Football Club Herentals                    | 97   | Herentals       | St-Janneke         | 1961-1962 (4e)  | 15 saisons  | 11e                |
| 10 | Union Royale Namur                                     | 156  | Namur           | des Champs-Élysées | 1960-1961 (5e)  | 10 saisons  | 14e                |
| 11 | Royal Olympic Club Charleroi                           | 246  | Montignies s/S. | de La Neuville     | 1963-1964 (2e)  | 4 saisons   | 3e                 |
| 12 | Royal Crossing Club de Molenbeek                       | 451  | Molenbeek       | Sippelberg         | 1962-1963 (3e)  | 3 saisons   | 13e                |
| 13 | Patro Eisden                                           | 3434 | Eisden          | ??                 | 1961-1962 (4e)  | 8 saisons   | 6e                 |
| 14 | Koninklijke Sportvereniging Waregem                    | 4451 | Waregem         | Regenboog          | 1963-1964 (2e)  | 2 saisons   | 12e                |
| 15 | Koninklijke Sint-Niklaasse Sportkring                  | 221  | St-Nicolas/W.   | Puyenbeke          | 1964-1965 (1re) | 18 saisons  | 1er Div. 3 Série B |
| 16 | Koninklijke Waterschei Sportvereniging THOR Genk       | 553  | Genk            | André Dumont       | 1964-1965 (1re) | 14 saisons  | 1er Div. 3 Série A |

### Localisation
| \| Ostende Waregem St-Niklaas Turnhout Herentals FC Malinois Boom Alost Crossing Racing White Eisden Waterschei Sporting Ch. Olympic Ch. UR Namur Verviers \| Localisation des clubs engagés en Division 2 1964-1965 |
| Ostende Waregem St-Niklaas Turnhout Herentals FC Malinois Boom Alost Crossing Racing White Eisden Waterschei Sporting Ch. Olympic Ch. UR Namur Verviers                                                              |

## Championnat
- Le nom des clubs est celui employé à l'époque

Légende
- Champion et promu en Division 1 la saison suivante
- Promu en Division 1 la saison suivante
- clubs relégués en Division 3 la saison suivante

Abréviations
 : Relégué de Division 1
 : Promu de Division 3

### Classement final
| Rang | Équipe                     | Pts | J  | G  | N | P  | Bp | Bc | Diff |
| ---- | -------------------------- | --- | -- | -- | - | -- | -- | -- | ---- |
| 1    | R. RACING WHITE            | 41  | 30 | 17 | 7 | 6  | 47 | 18 | +29  |
| 2    | K. FC Malinois             | 40  | 30 | 17 | 6 | 7  | 68 | 33 | +35  |
| 3    | K. Sint-Niklaase SK        | 35  | 30 | 14 | 7 | 9  | 48 | 43 | +5   |
| 4    | R. Olympic CC              | 32  | 30 | 14 | 4 | 12 | 48 | 45 | +3   |
| 5    | K. Waterschei SV THOR Genk | 32  | 30 | 13 | 6 | 11 | 49 | 42 | +7   |
| 6    | AS Oostende KM             | 32  | 30 | 12 | 8 | 10 | 58 | 39 | +19  |
| 7    | R. Crossing FC Molenbeek   | 31  | 30 | 13 | 5 | 12 | 48 | 40 | +8   |
| 8    | K. SV Waregem              | 31  | 30 | 12 | 7 | 11 | 51 | 45 | +6   |
| 9    | K. FC Turnhout             | 31  | 30 | 11 | 9 | 10 | 40 | 40 | 0    |
| 10   | UR Namur                   | 28  | 30 | 13 | 2 | 15 | 58 | 68 | -10  |
| 11   | Patro Eisden               | 28  | 30 | 11 | 6 | 13 | 47 | 58 | -11  |
| 12   | R. Charleroi SC            | 28  | 30 | 10 | 8 | 12 | 41 | 55 | -14  |
| 13   | R. CS Verviétois           | 27  | 30 | 9  | 9 | 12 | 47 | 56 | -9   |
| 14   | K. FC Herentals            | 26  | 30 | 11 | 4 | 15 | 48 | 65 | -17  |
| 15   | K. SC Eendracht Aalst      | 20  | 30 | 6  | 8 | 16 | 33 | 55 | -22  |
| 16   | K. Boom FC                 | 18  | 30 | 6  | 6 | 18 | 26 | 55 | -29  |

### Leader du classement journée par journée
La « ligne du temps » ci-dessous renseigne le premier du classement « à la fin des journées effectives » et « ce chronologiquement par rapport au plus grand nombre de parties jouées ». Concrètement cela signifie l'équipe totalisant le plus de points quant au moins une formation a disputé le nombre de journées en question, que ce leader ait ou pas joué ce nombre de matches. Cela essentiellement en cas de remises partielles ou de rencontres décalées.
- En cas d'égalité de points et de victoires, le leader donné est l'équipe ayant la meilleure différence de buts, même si pour rappel ce critère n'est pas pris en compte pour départager les formations en cas de montée ou descente.

#### Tableau des résultats
| Résultats (▼dom., ►ext.)                                   | AAL | BOO | CHA | CRO | HER | MAL | NAM | OLY | OST | PAT | RWH | STN | TUR | VER | WAR | WAT |
| K. SC Eendracht Aalst                                      |     | 0-1 | 0-1 | 2-4 | 2-4 | 2-1 | 3-1 | 2-1 | 0-0 | 0-0 | 0-1 | 3-1 | 1-1 | 1-1 | 3-4 | 0-3 |
| K. Boom FC                                                 | 1-0 |     | 2-2 | 2-0 | 0-1 | 2-5 | 1-2 | 0-0 | 1-3 | 1-1 | 1-0 | 0-1 | 2-2 | 1-0 | 1-2 | 1-2 |
| R. Charlerois SC                                           | 3-3 | 2-1 |     | 2-0 | 2-2 | 1-6 | 3-1 | 1-2 | 3-1 | 2-0 | 0-0 | 3-1 | 2-1 | 2-2 | 2-3 | 0-0 |
| R. Crossing FC Molenbeek                                   | 4-0 | 4-0 | 2-0 |     | 3-0 | 2-3 | 4-1 | 2-1 | 1-0 | 2-1 | 0-2 | 2-1 | 0-1 | 2-0 | 3-0 | 3-3 |
| K. FC Herentals                                            | 1-3 | 1-1 | 6-1 | 2-1 |     | 2-1 | 2-1 | 2-1 | 2-0 | 1-2 | 2-2 | 0-1 | 2-3 | 0-2 | 0-0 | 0-4 |
| R. FC Malinois                                             | 3-0 | 0-1 | 3-2 | 3-1 | 5-1 |     | 4-3 | 0-0 | 2-0 | 2-0 | 1-2 | 7-2 | 2-0 | 6-0 | 1-0 | 3-1 |
| UR Namur                                                   | 2-1 | 2-1 | 0-0 | 2-0 | 4-2 | 2-0 |     | 5-2 | 2-2 | 3-0 | 0-2 | 2-1 | 4-0 | 4-3 | 5-2 | 2-0 |
| R. Olympic CC                                              | 2-0 | 4-0 | 2-1 | 3-0 | 1-2 | 1-4 | 2-0 |     | 2-5 | 1-1 | 1-0 | 0-1 | 4-0 | 3-1 | 4-1 | 2-2 |
| AS Oostende KM                                             | 1-2 | 4-0 | 1-2 | 0-0 | 5-1 | 1-1 | 4-1 | 7-0 |     | 6-1 | 0-2 | 3-1 | 1-1 | 5-0 | 1-0 | 2-1 |
| Patro Eisden                                               | 3-0 | 2-0 | 4-0 | 1-4 | 4-2 | 1-1 | 6-3 | 1-4 | 0-3 |     | 1-0 | 1-2 | 2-0 | 2-4 | 1-1 | 2-0 |
| R. Racing White                                            | 3-0 | 3-0 | 4-0 | 2-2 | 2-0 | 0-1 | 4-0 | 1-2 | 0-0 | 6-2 |     | 0-0 | 2-1 | 1-1 | 2-0 | 2-1 |
| K. St-Niklaasse SK                                         | 1-1 | 2-0 | 2-0 | 2-0 | 1-2 | 0-0 | 3-2 | 1-0 | 5-0 | 4-3 | 0-1 |     | 3-2 | 2-2 | 0-4 | 3-1 |
| K. FC Turnhout                                             | 2-2 | 1-0 | 1-1 | 2-0 | 3-0 | 1-1 | 4-1 | 0-1 | 1-1 | 1-2 | 1-0 | 1-1 |     | 2-0 | 1-0 | 4-2 |
| R. CS Verviétois                                           | 1-1 | 2-2 | 3-1 | 1-1 | 4-3 | 1-0 | 3-0 | 2-3 | 4-0 | 1-2 | 0-1 | 1-1 | 1-2 |     | 3-2 | 2-0 |
| K. SV Waregem                                              | 3-1 | 5-2 | 0-1 | 1-1 | 3-0 | 1-1 | 3-2 | 2-0 | 1-1 | 4-1 | 0-0 | 2-5 | 1-1 | 4-0 |     | 2-1 |
| K. Waterschei SV THOR                                      | 1-0 | 2-1 | 2-1 | 3-0 | 3-5 | 3-1 | 6-1 | 1-0 | 2-1 | 0-0 | 1-2 | 0-0 | 1-0 | 2-2 | 1-0 |     |
| - Victoire à domicile - Match nul - Victoire à l'extérieur |     |     |     |     |     |     |     |     |     |     |     |     |     |     |     |     |

### Résumé
Le Racing White (7) réalise la meilleure entame en compagnie de St-Nicolas/Waas (8). Mais ces deux formations doivent compter avec le FC Malinois (8) et le FC Turnhout (8) qui descendent de l'élite. Le Sporting Charleroi et l'AS Ostende se placent juste derrière le trio de tête avec 7 points. L'Olympic de Charleroi, candidat déclaré à la montée, loupe ses deux premiers rendez-vous devant son public à la Neuville et doit se suffire d'un 6 sur 10, avec néanmoins une victoire (1-0) contre le Racing White. Le moins bon départ est celui du revenant THOR Waterschei qui partage (2-2) avec Verviers puis s'incline quatre fois de suite.
Le Sporting Charleroi occupe la tête à la fin de la 6e journée, mais ensuite ce sont les Waeslandiens de St-Nicolas qui prennent le commandement et s'isolent en profitant que la compétition est l'objet de nombreux partages. Les équipes restent cependant proches les unes des autres. Les écarts se resserrent encore lorsque les Zèbres dictent leur loi (3-1) au leader à l'occasion de la 10e journée. Les huit premiers sont encore regroupés sur 3 points. Waterschei, malgré un deuxième succès, traîne toujours en fin de classement avec 5 unités, soit une de moins que Boom. Les « Briquetiers » qui avaient joué les premiers rôle la saison précédente ne sont plus à la fête. La même remarque vaut pour Alost qui végète à la 13e place avec 7 points.

#### Calendrier perturbé
St-Nicolas/Waas se reprend lors de la 11e journée en remportant nettement une des grosses affiches du jour contre Ostende (5-0). Malines reste deuxième en allant s'imposer au Racing White (0-1). Les « Dogues » de l'Olympic reviennent sur le podium en gagnant le d"erby contre les « Zèbres » (2-1). Après cette journée, le calendrier de la fin du premier tour se retrouve décousu par les caprices de la météo. La 12e journée est tronquée de trois rencontres alors qu'une seule est disputée dans le cadre de la 15e. Jusqu'au terme de la saison, les clubs ne seront plus tout à fait alignés en termes de rencontres disputées.
Le jour 6 décembre 1964, donc jour de la fête de Saint-Nicolas n'est pas vraiment un jour de plaisir pour le matricule 221 qui se fait corriger 7-2 au Club Malinois. Mais les « Sang & Or » ne conservent pas le leadership, car la semaine suivante, ils s'inclinent (3-1) à Waterschei, laissant les Waeslandiens (vainqueurs 2-0 du Crossing) repasser devant. Le mois de décembre se termine avec la confirmation de la hiérarchie. Alors que le Sint-Niklaasse SK évite les pièges et dompte Turnhout (4-0), Malines va à la faute contre Boom (0-1) et l'Olympic trébuche (2-1) au Crossing Molenbeek. C'est l'AS Ostende qui se hisse au 2e rang avant la Trêve des confiseurs.
| Classement le 27 décembre 1964 |                 |    |    |    |   |    |                    |    |    |   |   |     |                    |    |    |   |   |     |                 |    |    |   |
| P                              | Clubs           | J  | P  | V  |   | P  | Clubs              | J  | P  | V |   | P   | Clubs              | J  | P  | V |   | P   | Clubs           | J  | P  | V |
| 1.                             | St-Niklaasse SK | 15 | 23 | 10 | X | 5. | Olympic Charleroi  | 13 | 16 | 7 | X | 9.  | Crossing Molenbeek | 13 | 12 | 6 | X | 13. | CS Verviétois   | 14 | 11 | 3 |
| 2.                             | AS Oostende     | 14 | 19 | 8  | X | 6. | Sporting Charleroi | 13 | 16 | 5 | X | 10. | Patro Eisden       | 14 | 12 | 5 | X | 14. | SV Waregem      | 14 | 10 | 2 |
| 3.                             | FC Malinois     | 14 | 17 | 7  | X | 7. | Racing White       | 13 | 15 | 5 | X | 11. | THOR Waterschei    | 14 | 11 | 5 | X | 15. | Boom FC         | 14 | 9  | 4 |
| 4.                             | FC Turnhout     | 15 | 17 | 6  | X | 8. | UR Namur           | 13 | 12 | 6 | X | 12. | FC Herentals       | 15 | 12 | 4 | X | 16. | Eendracht Aalst | 14 | 8  | 2 |

La première journée complète du second tour voit Ostende et Malines se neutraliser (1-1). St-Nicolas en profite pour asseoir son leadership en battant l'Olympic (1-0). Une bonne affaire complétée par la défaite du Sporting Charleroi face à Waregem (2-3). Du peloton de tête, Seul Turnhout fait de la résistance en s'imposant contre le Crossing (2-0).

#### Remontées spectaculaires
Le mois de janvier ne se termine pas aussi joyeusement plus le leader qui ne gagne plus. Accroché (0-0) à Waterschei, St-Nicolas s'incline deux fois à domicile, contre Herentals (1-2) puis contre le Racing White (0-1). Le club bruxellois fait son parcours en toute discrétion et n'est que 5e mais qui compte trois matches de retard sur les Waeslandiens. Au établissant le classement selon les points perdus, les « Étoilés » sont premiers ! Comme la semaine suivant leur succès au Puyenbeke, ils sont battus par l'Olympic (1-2), nombreux sont ceux qui ne leur accordent pas une attention particulière. Pourtant le « matricule 47 » s'apprête à réaliser une remontée spectaculaire et il n'est pas le seul. En bas de tableau, Alost (12) et Boom (14) sont séparés par l'UR Namur (13) mais celle compte deux matches de moins.
De nouveau défait à Alost (3-1), St-Nicolas sent le souffle de Malines et d'Ostende...
| Top 6 le 7 février 1965 |                   |    |    |    |
| P                       | Clubs             | J  | P  | V  |
| 1.                      | St-Niklaasse SK   | 20 | 26 | 11 |
| 2.                      | FC Malinois       | 19 | 25 | 10 |
| 3.                      | AS Oostende       | 19 | 25 | 9  |
| 4.                      | FC Turnhout       | 20 | 22 | 8  |
| 5.                      | Racing White      | 17 | 21 | 8  |
| 6.                      | Olympic Charleroi | 17 | 20 | 9  |

Le mois suivant confirme lez ralentissement consenti par les équipes de tête. St-Nicolas mord la poussière (2-1) à l'UR Namur qui est en lutte pour le maintien. Le Football Club Malinois hérite de la première place car il a conquis une victoire de plus. Les « Sang & Or » sont ravis mais étonnés, eux qui avaient aussi perdu au stade des Champs-Élysées et à Herentals. Mais les regards sont désormais tournés vers le Racing White qui, avec deux matches de retard, est revenu à un point du duo de meneurs. Les deux cercles carolos soufflent « le chaud et le froid. » Si le Sporting fait encore illusion à 6 points, l'Olympic est désormais « largué » à 10 longueurs suite après un partage et trois défaites. Pire, encore battu (1-4) par le FC Malinois lors de leur rencontre suivante, les « Dogues » ne disposent plus que de 4 points d'avance sur Alost, premier descendant. La bagarre pour la survie est d'ailleurs très intense avec Waregem, Eisden, Herentals, Namur, Boom et Alost groupés sur 3 unités.
| Top 7 le 14 mars 1965 |                    |    |    |    |
| P                     | Clubs              | J  | P  | V  |
| 1.                    | FC Malinois        | 24 | 31 | 13 |
| 2.                    | St-Niklaasse SK    | 24 | 31 | 12 |
| 3.                    | Racing White       | 21 | 30 | 12 |
| 4.                    | AS Oostende        | 24 | 29 | 10 |
| 5.                    | FC Turnhoute       | 24 | 26 | 10 |
| 6.                    | Crossing Molenbeek | 23 | 25 | 12 |
| 7.                    | Sporting Charleroi | 24 | 25 | 8  |

#### Passation de pouvoir
La passation de pouvoir pressentie se déroule le 28 mars 1965 quand le Racing White va s'imposer (1-2) derrière les casernes malinoises. Le même jour, St-Nicolas s'incline à Ostende (3-1). C'est également durant ce week-end là que les « Dogues » se réveillent à l'occasion du derby chez les Zèbres (1-2). Début avril, deux journées complètes sont disputées avant que, jusqu'au 2 mai 1965 ne soient jouées, « pêle-mêle », des rencontres remises des journées 12 à 21.
Les deux journées intégrales font hésiter les chroniqueurs de l'époque. Tout frais leader, le Racing White semble peiné à assumer son nouveau statut. Accroché dans le derby bruxellois (2-2) contre le Crossing Molenbeek, il s'incline (1-0) au Patro Eisden. Le FC Malinois d'abord contraint au partage (0-0) à St-Nicolas reprend la tête en battant Waterschei (3-1). Évidemment les « Sang & Or » ont toujours deux matches de plus que les « Étoilés ».

#### Alost à la faute?
Dans le bas du classement, Boom (qui compte trois matches de retard) reste collé avec 16 unités alors que ses rivaux ont progressé quelque peu. Une rencontre du 11 avril 1965 a étonné par son intensité. Elle va susciter le débat puis le scandale. Il s'agit de « Sporting Charleroi-Eendracht Alost ». Au repos, les Oignons mènent confortablement (0-3) mais ensuite, les Zèbres se rebiffent et la partie se solde sur un nul (3-3). Peu après, des révélations font état que le cercle flandrien aurait (ou aurait tenté) de corrompre des joueurs carolos ! Empêtré dans la lutte de bas de tableau, Alost se retrouve au centre d'une enquête diligentée par la fédération.
Les rencontres d'alignement ne provoquent pas de réels bouleversements mais apportent néanmoins une jolie surprise. S'il évite le piège du Crossing qu'il rencontre une seconde fois en peu de temps (victoire 0-2), le Racing White est battu chez la lanterne rouge, Boom (1-0). Un beau mais inutile succès des « Briquetiers » mathématiquement condamnés. De son côté, Namur (25) se sauve en renvoyant l'Olympic (5-2). Alost (20) est également fixé sur son sort. Herentals (24) dispose de trois victoires de mieux. A l'amorce des deux dernières journées, il n'y a plus qu'un point entre les « Étoilés » (37) et Malines (36). St-Nicolas (34) se doute qu'il sera trop court.
L'avant-dernière décision tombe lors de la 30e journée disputée une semaine avant la 29e ! Le Racing White s'impose à Ostende et Malines étrille Herentals, pendant que St-Nicolas partage (1-1) à Turnhout. Les Waeslandiens, pour rappel promu, ont craqué en fin de parcours après avoir été de beaux leaders. Par ailleurs, Waterschei et l'Olympic tous deux auteurs d'une spectaculaire remontée en fin de second tour s'affrontent. Les Limbourgeois s'imposent (1-0) et s'assurent une 5e place inespérée lors de leur départ assez mièvre. Les « Dogues » échouent au pied du podium. Les montants en « D1 » sont connus, reste à désigner le champion. C'est chose faite lors de la dernière journée prestée. Le Racing White bat Turnhout (2-1) pour ceindre la couronne. Une dernière rencontre (remise lors de la 30e et...avant-dernière'‘) est jouée une semaine plus tard. Le Crossing bat Boom (4-0) pour finalement terminer 7e.
Plusieurs semaines après la fin de la compétition, le « dossier Alost » trouve son épilogue. Des suspensions sont prononcées et le « matricule 90 », reconnu coupable de corruption, est rétrogradé d'une division. Comme il termine en position de descendant, il est renvoyé en Promotion.

### Meilleur buteur
- Albert Verschelde AS Oostende et  Kamiel Van Damme FC Malinois ex æquo avec 25 buts.

C'est la 2e fois qu'A. Verschelde termine meilleur buteur de la Division 2 belge.

## Récapitulatif de la saison
- Champion: R. Racing White (3e titre en D2) [note 3]
  - 2e promu: K. FC Malinois

- Vingtième titre de D2 pour la Province de Brabant

| Région flamande (10)            | Région flamande (10) | Province de Brabant (2)      | Province de Brabant (2) | Région wallonne (4)    | Région wallonne (4) |
| ------------------------------- | -------------------- | ---------------------------- | ----------------------- | ---------------------- | ------------------- |
| Province d'Anvers               | 4                    | Région de Bruxelles-Capitale | 2                       | Province de Hainaut    | 2                   |
| Province de Flandre-Occidentale | 2                    | Province du Brabant flamand  | 0                       | Province de Liège      | 1                   |
| Province de Flandre-Orientale   | 2                    | Province du Brabant wallon   | 0                       | Province de Luxembourg | 0                   |
| Province de Limbourg            | 2                    |                              |                         | Province de Namur      | 1                   |

1. ↑  Au niveau footballistique, la province de Brabant est toujours unitaire malgré sa partition territoriale en 1995.

### Admission et relégation
Champion, le Racing White et son dauphin le FC Malinois sont admis dans la plus haute division. Si le Malinwa en a été relégué il y a un an, c'est un retour de bien plus longue date pour le « matricule 47 ». C'est en effet en 1947 que celui qui s'appellait encore le White Star AC avait quitté l'élite qui portait alors le nom de Division d'Honneur.
L'Eendracht Aalst et Boom FC descendent D3, d'où sont promus le FC Sérésien et Willebroek.